# Jaakko Oksanen
Jaakko Oksanen (Helsinki, 7 de noviembre de 2000) es un futbolista finlandés que juega en la demarcación de centrocampista para el KuPS de la Veikkausliiga.

## Selección nacional
Tras jugar en varias categorías inferiores de la selección, finalmente hizo su debut con la selección de fútbol de Finlandia en un partido amistoso contra Estonia que finalizó con un resultado de 0-1 a favor del combinado estonio tras el gol de Martin Miller.

## Clubes
| Club                           | País       | Año       | Partidos | Goles |
| ------------------------------ | ---------- | --------- | -------- | ----- |
| Klubi-04                       | Finlandia  | 2016-2017 | 23       | 2     |
| HJK Helsinki                   | Finlandia  | 2017-2018 | 1        | 0     |
| Brentford F. C.                | Inglaterra | 2018-2020 | 3        | 0     |
| AFC Wimbledon (cedido)         | Inglaterra | 2020-2021 | 43       | 0     |
| Greenock Morton F. C. (cedido) | Escocia    | 2021-2022 | 16       | 0     |
| KuPS                           | Finlandia  | 2022-     | 88       | 6     |

## Palmarés

### Títulos nacionales
| Título            | Club         | País      | Año  |
| ----------------- | ------------ | --------- | ---- |
| Veikkausliiga     | HJK Helsinki | Finlandia | 2017 |
| Copa de Finlandia | KuPS         | Finlandia | 2022 |
| Copa de Finlandia | KuPS         | Finlandia | 2024 |
| Veikkausliiga     | KuPS         | Finlandia | 2024 |